# ヤマボウシ
ヤマボウシ（山法師・四応花、学名: Cornus kousa subsp. kousa）はミズキ科ミズキ属ヤマボウシ亜属の落葉小高木ないし落葉中高木。初夏を代表する花木で、花びらのように白く見える総苞片をつけて花を咲かせる。山林などに自生する木であるが、花、実、紅葉が観賞の対象にされ、街路樹や庭木などにも植えられる。

## 名称
和名ヤマボウシの由来は、中心に多数の花が集まる頭状の花序を法師（僧兵）の坊主頭に、花びらに見える白い総苞片を白い頭巾に見立てたもので、「山に咲く法師」（山法師）を意味するといわれている。
果実が食用になりクワの実に見立てたことから、別名でヤマグワとよぶ地域も多く、赤い実からヤマボウ（山坊）やヤマモモ（山桃）、実の味からワランベナカセ（童泣かせの意）の地方名でよばれるところもある。実の形からついたと思われる別名に、ダンゴギ（団子木）、ヤマダンゴ（山団子）、ダンゴバラ（団子薔薇）、ダンゴボク（団子木）、シゾウアタマ（地蔵頭）というものもある。
ヤマボウシの日本一の名所といわれる箱根では昔「クサ」と呼ばれていたので学名の種小名に kousa とつけられた。
ヤマボウシの花言葉は、「友情」とされている。

## 分布・生育地
日本では本州の東北地方南部から、四国、九州、琉球諸島が南限で、国外では朝鮮半島、中国の原産地に分布する。山地や野山の林内などにふつうに見られ、やや湿った林縁に生える。植栽では北海道でも育ち、札幌市周辺が北限となり、耐寒性ではハナミズキよりも強い。庭や公園に植えられる。

## 形態・生態
落葉広葉樹の小高木から中高木。通常高さ5 - 10メートル (m) 、幹の直径50センチメートル (cm) 程度までの小高木だが、稀に高さ15 m、直径70 cmに達する。株立ちと1本立ちのものある。成木の幹は灰褐色で、不規則に剥がれて濃淡のある斑模様になる。樹皮の剥がれた痕は、うすい赤色に見える。若木では樹皮の表面はほぼ滑らかで皮目がある。枝は横に張り出す。小枝は幹よりもやや暗い褐色で、細くてほぼ無毛である。
葉は対生し、卵状楕円形で葉先は尖り、長さ4 - 12 cm、幅4 - 7 cmある。葉縁は全縁でやや波打つ。葉の表面は濃緑色、裏面は白味を帯び、両面とも軟毛が生える。葉脈は特に裏面ではっきりと目立ち、主脈から4 - 5本の側脈が弧を描いて延びる。秋になると紅葉し、条件によって赤色、黄色、橙色、紫褐色とさまざまな色に染まる。単純に色が染まる紅葉ではなく、葉脈部分以外は紫褐色などの色を帯びることもある。葉が重なって日が当たらない部分は、黄色くなる。
花期は5 - 7月。開花は近縁のハナミズキ（アメリカヤマボウシ）よりも遅く、葉が完全に開いてから、枝の先に上向きにまとまって多数の白い装飾花（実際は総苞）が上向きに咲く。白色の花弁のように見える大きくて目立つ総包片が4枚（2対）あり、総苞片の中心に花序があり、淡黄緑色で小さい目立たない花が、球状になって20個から40個ほど密集している。花形は、ハナミズキに非常によく似ている。総苞片の先端に窪みがあるのがハナミズキで、先端がとがるのがヤマボウシなので見分け点になる。総苞片は長さ3 - 6 cmで、形がさまざまあり、丸形から細身で4枚重ねがほとんどないものまである。花付きが良く、満開時は花の重みで枝がしなる。それぞれの小さい花が受粉して、果実をつくる。落下前になるころには、白い総苞片は全体が紅色がかってくる。
果期は9 - 10月。果実は集合果で、直径1 - 3 cmの球形、秋に赤く熟して、粘核性で甘味があり食用になる。集合果はサッカーボールのように、皮を貼り合わせたように球形を作り、その1枚ごとに花柱の痕跡が残っている。種子は、大きさ約3ミリメートル (mm) の乳白色で、1果に8粒入っている。ハナミズキの果実は集合果にならず、個々の果実が分離している。
落葉するころには冬芽ができている。枝の先端に頂芽（葉芽）が1個つき、小枝に側芽が対生する。花芽は長さ5 - 7 mmの球状で先端が尾状にとがり暗褐色。葉芽は毛が多く、細長い円錐形で先端がとがり暗褐色、ともに芽鱗2枚に包まれている。芽鱗はふつう、比較的早い段階で途中半分から切れてしまう。花芽は混芽で、つけ根に葉柄基部がよく残る。葉痕はV字形から三角形で、維管束痕が3個ある。

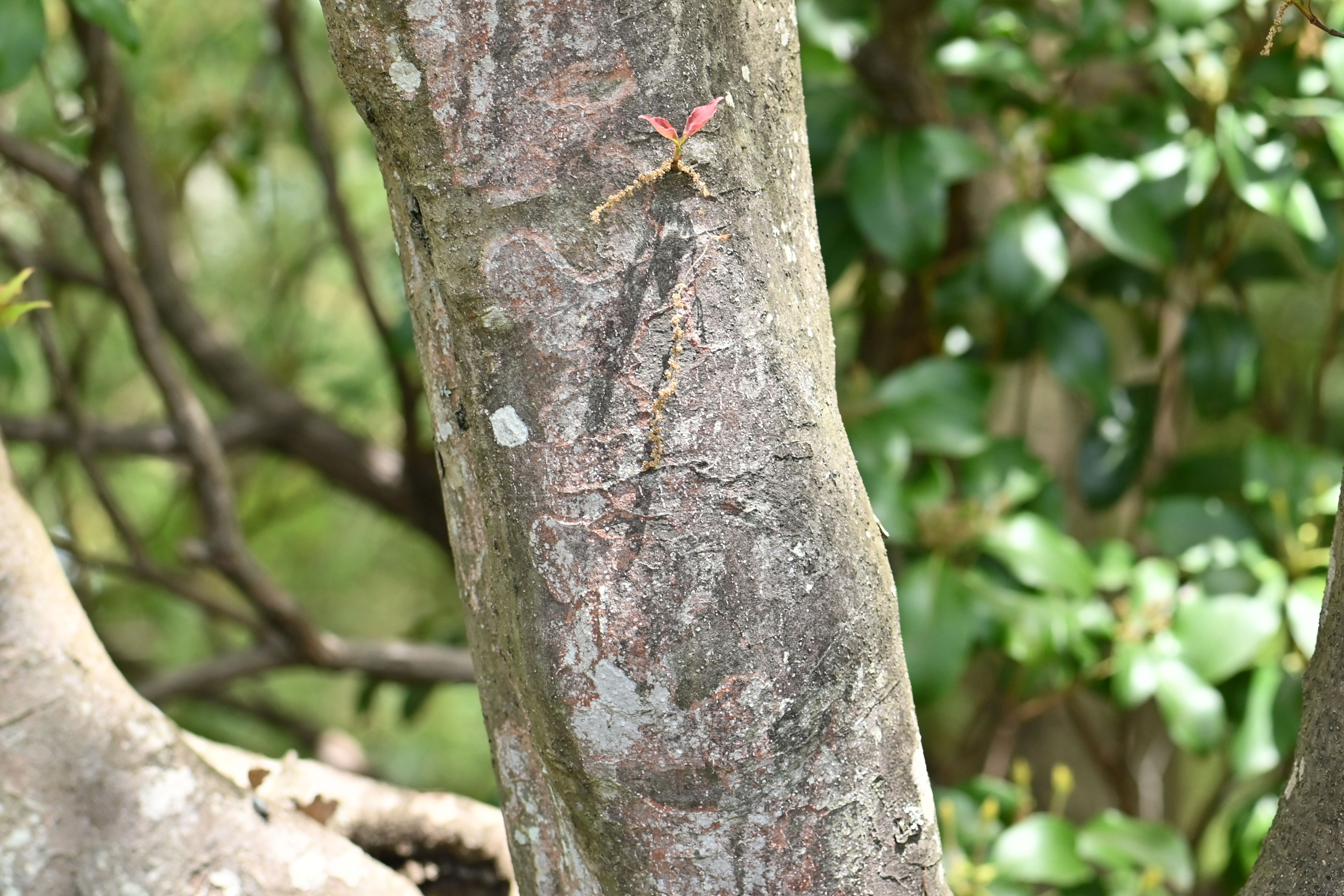
樹皮
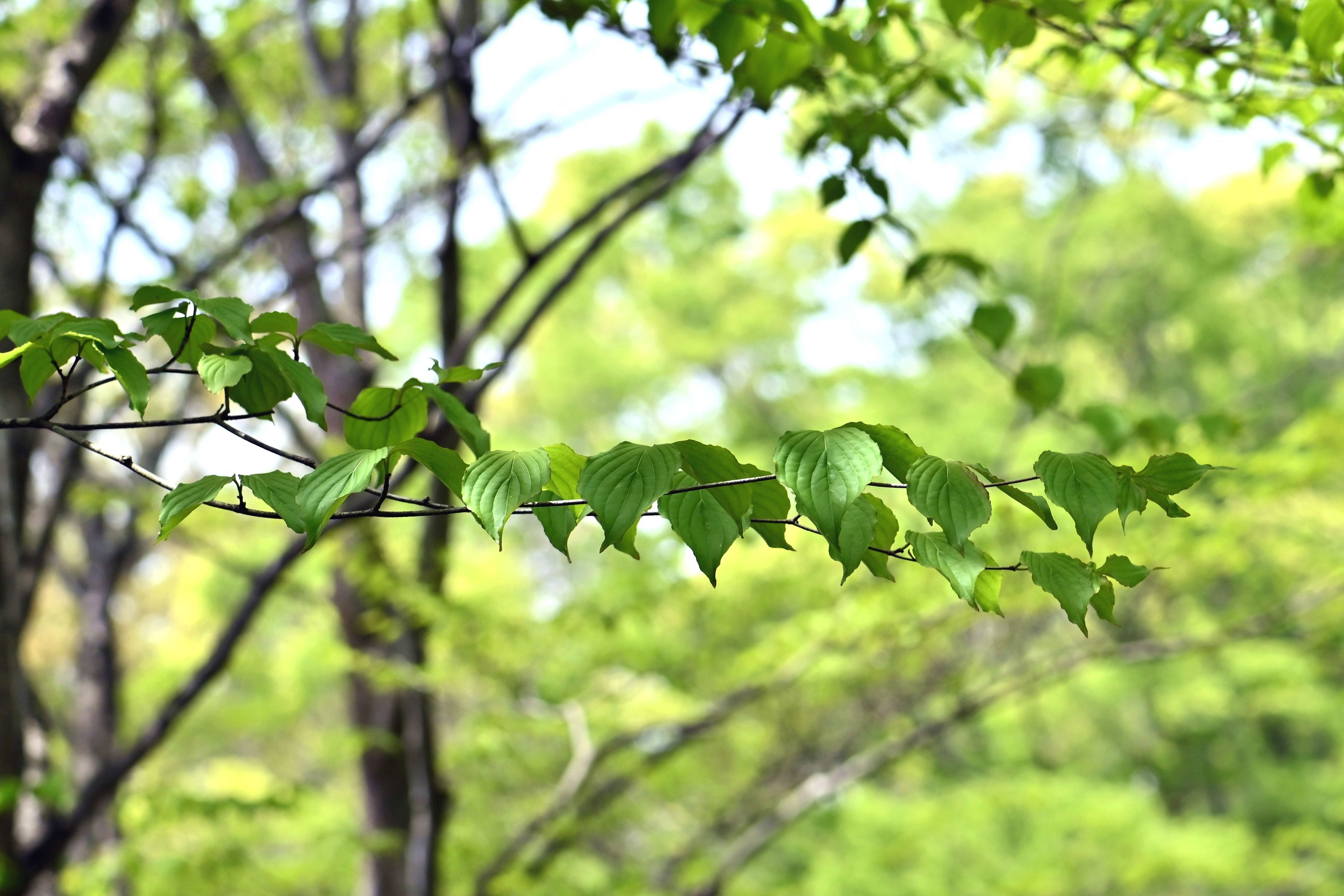
新緑の枝と葉
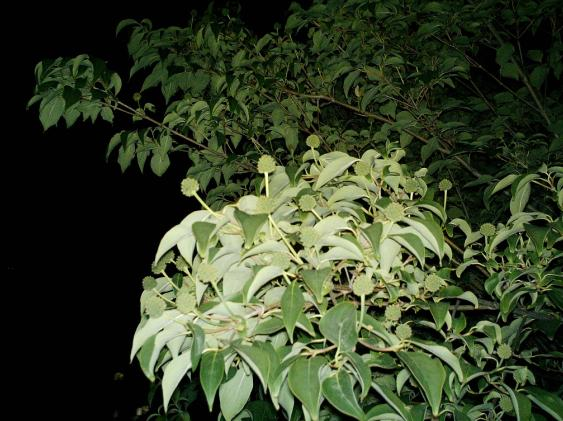
未成熟な果実（8月）
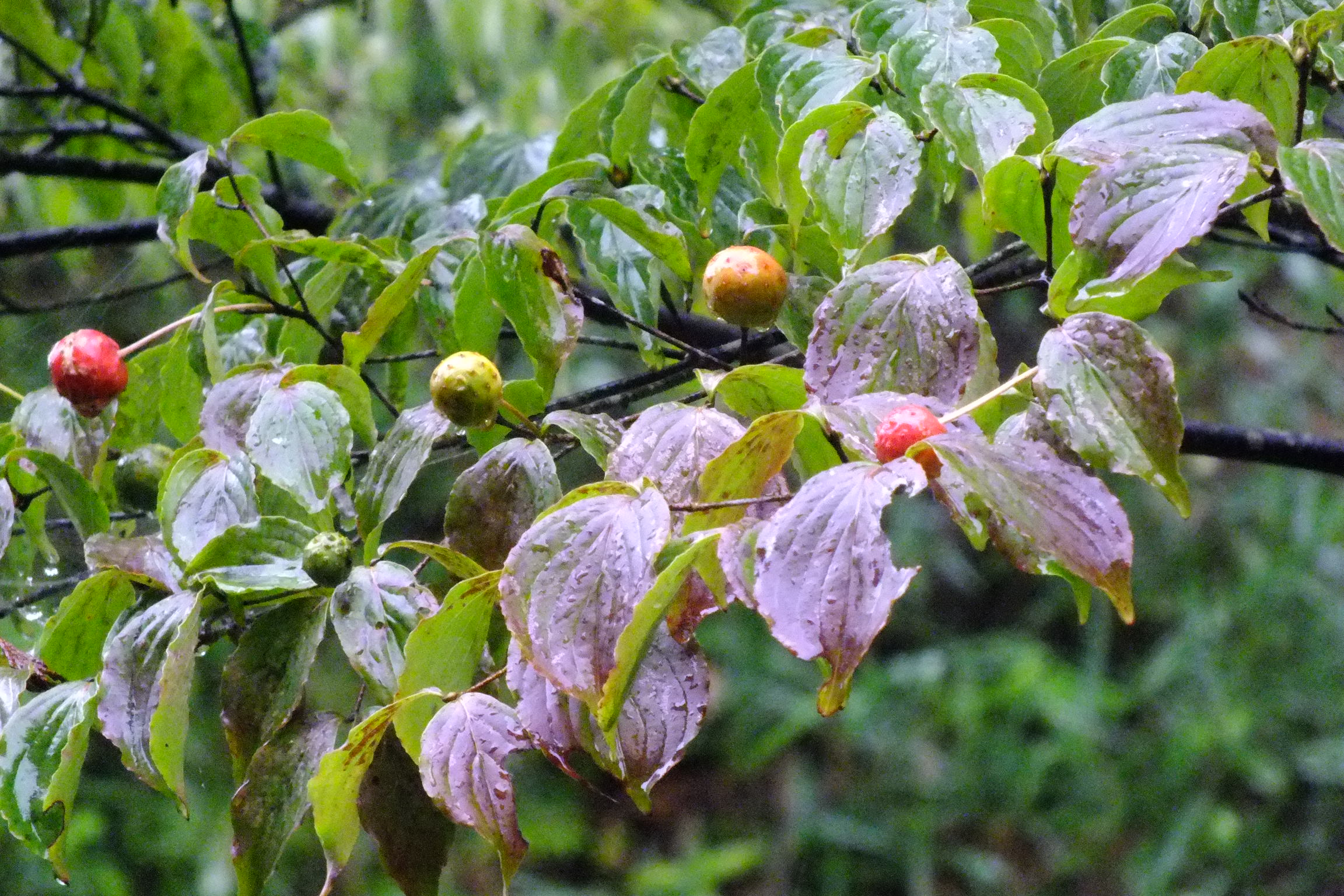
果実（8月）

## 栽培
西日を嫌うため、敷地の東側から南方に植えて育てられる。本来山の谷筋などに自生する樹木であるので、水はけのよい常に水が存在する場所を好む。栽培する土壌の質は、日なたの適当に湿度を保った砂壌土にして、根は深く張る。植栽適期は2 - 3月、または3月下旬 - 4月上旬か10月中旬 - 11月とされる。樹形は自然に整うが、不要枝を剪定する場合は1月中旬 - 3月中旬に行い、さらに必要なときは9月中旬 - 10月中旬に行う。
病気では特に目立ったものはないが、害虫ではアブラムシ、カイガラムシが付くことがあり、すす病（昆虫の排泄物に黒いカビが生えたもの）を誘発する。また、幹に穴を開けて食害するテッポウムシが付くことがあり、注意が必要。ヤマボウシは、同じヤマボウシ亜属の近縁種であるハナミズキ（アメリカヤマボウシ）の深刻な病害であるハナミズキ炭疽病に抵抗性がある。ハナミズキ炭疽病の感染地域では、感染によってハナミズキの街路樹が枯死すると、ハナミズキ炭疽病に抵抗性があるヤマボウシまたはハナミズキのヤマボウシ交配品種に植え替える病害対策が行われることがある。

### 品種
品種改良によって、実の大きな品種（ビッグアップル）、斑入りの品種（ウルフアイ）、赤みがかった花をつける品種（源平・サトミ）、黄色の花をつける品種（金陽）などの多彩な種が流通している。
なお、トキワヤマボウシあるいはホンコンエンシスという園芸名で流通している常緑の品種は中国原産の B. hongkongensis である。

## 利用
街路樹・庭園樹・公園樹としても用いられ、あまり大きくならないので庭木に向いている。春に葉に先だって花が咲くハナミズキと異なり、葉が出たあとに花が咲くヤマボウシは、落ち着いた雰囲気を醸す。株立ちは根元まで鑑賞の対象にされる。材はかたく器具材として用いられる。
若葉は食用になる。果実は生食でき、やわらかく黄色からオレンジ色でありマンゴーのような甘さがある。果皮も熟したものはとても甘く、シャリシャリして砂糖粒のような食感がある。果実酒にも適する。
また、ヤマボウシの果実は食用にできるが、ハナミズキの果実には毒があり食用にできない。この点からも公園など公共の場に植えられているハナミズキがヤマボウシに置き換えられるケースもある。

## 市町村の木
市の木
- 宮城県栗原市
- 新潟県胎内市
- 兵庫県宝塚市
- 福岡県直方市
- 長崎県雲仙市

町の木
- 山形県金山町
- 広島県神石高原町